# 唧筒座ι
唧筒座ι，又名CD-36 6808，HD 94890、SAO 201927、HR 4273，是唧筒座的一颗恒星，视星等为4.6，位于銀經278.85，銀緯20.31，其B1900.0坐标为赤經10h 52m 3.3s，赤緯-36° 20.31′ 0″。